# Parellada
Parellada (in catalano: [pəɾəˈʎaðə]) è una varietà di uva bianca tipica della Catalogna. Con il Macabeu e il Xarel·lo, è una delle varietà tradizionali utilizzate per la produzione del vino spumante Cava, principalmente prodotto in Catalogna. Oltre al suo utilizzo nel Cava, viene utilizzato principalmente per la miscelazione in vini bianchi giovani, anche se vengono utilizzate anche alcune miscele da invecchiamento più raffinate con Chardonnay e Sauvignon. Nel 2004 le piantagioni spagnole ammontavano a 10 000 ettari (25 000 acri),
La sua buona acidità e freschezza rendono i vini prodotti estremamente adatti all'aperitivo. Un primo esempio di questo è l'assenzio Obsello micro distillato che, oltre ad essere prodotto nella stessa regione, utilizza il vino di queste uve nel suo spirito di base.

## Sinonimi
Parellada è noto anche con le seguenti denominazioni: Martorella, Montonec, Montonech, Montonega, Montoneo, Montonero, Montonet, Parellada blanc, Perelada e Perellada.